# Challenger de Buenos Aires 2022
El torneo Challenger Tenis Club Argentino 2022, denominado por razones de patrocinio Dove Men+Care Buenos Aires fue un torneo de tenis perteneció al ATP Challenger Tour 2022 en la categoría Challenger 50. Se trató de la 1.ª edición, el torneo tuvo lugar en la ciudad de Buenos Aires (Argentina), desde el 20 de junio hasta el 26 de junio de 2022 sobre pista de tierra batida al aire libre.

## Jugadores participantes del cuadro de individuales
| Favorito | País                               | Jugador               | Rank1 | Posición en el torneo |
| -------- | ---------------------------------- | --------------------- | ----- | --------------------- |
| 1        | Bandera de Argentina               | Juan Pablo Ficovich   | 175   | Cuartos de final      |
| 2        | Bandera de Brasil                  | Felipe Meligeni Alves | 214   | Semifinales           |
| 3        | Bandera de Argentina               | Francisco Comesaña    | 285   | CAMPEÓN               |
| 4        | Bandera de Argentina               | Gonzalo Villanueva    | 294   | Cuartos de final      |
| 5        | Bandera de Ecuador                 | Roberto Quiroz        | 308   | Segunda ronda         |
| 6        | Bandera de la República Dominicana | Nick Hardt            | 314   | Segunda ronda         |
| 7        | Bandera de Túnez                   | Malek Jaziri          | 329   | Semifinales           |
| 8        | Bandera de Colombia                | Nicolás Mejía         | 341   | Primera ronda         |

- 1 Se ha tomado en cuenta el ranking del 13 de junio de 2022.

### Otros participantes
Los siguientes jugadores recibieron una invitación (wild card), por lo tanto ingresan directamente al cuadro principal (WC):
- Valerio Aboian
- Alex Barrena
- Juan Bautista Otegui

Los siguientes jugadores ingresan al cuadro principal tras disputar el cuadro clasificatorio (Q):
- Leonardo Aboian
- Guido Andreozzi
- Tomás Farjat
- Juan Ignacio Galarza
- Naoki Nakagawa
- Fermín Tenti

## Campeones

### Individual Masculino
- Francisco Comesaña derrotó en la final a  Mariano Navone, 6–4, 6–0

### Dobles Masculino
- Arklon Huertas del Pino /  Conner Huertas del Pino derrotaron en la final a  Matías Franco Descotte /  Alejo Lorenzo Lingua Lavallén, 7–5, 4–6, [11–9]